# امپراتور آن هان
امپراتور آن هان (۹۴ تا ۳۰ آوریل ۱۲۵)، ششمین امپراتور دودمان هان شرقی پس از پسرعموی نوزادش لیو لونگ (امپراتور شانگ هان) بود (امپراتور آن زمانی که بر تحت نشست ۱۲ ساله بود و در بیشتر زندگی خود در قصر حبس بود و همه حکومت رسماً در دست امپراتریس بیوه دنگ بود و تماماً بر حق امپراتور رسماً حکومت می کرد بعد از مرگ امپراتریس بیوه دنگ او به قدرت و آزادیی راستین رسید هر چند که او امپراتوری شخصاً فاسد بود). او پسر لیو کینگ، پسر امپراتور ژانگ هان بود. نام خشصی وی لیو هو بود، پس از وی پسرعمویش لیو یی با نام امپراتور شائو تاجگذاری کرد، البته لیو یی در همان سال درگذشت و با نام مارکی بیشیانگ پس از مرگش شناخته شد. پس از مارکی بیشیانگ، پسر امپراتور آن، لیو بائو با نام امپراتور شون هان تاجگذاری نمود.